# Natuurpark van de twee Ourthes
Het Natuurpark van de twee Ourthes (Frans: Parc naturel des deux Ourthes) is een natuurpark in de Belgische provincie Luxemburg. Het park heeft een oppervlakte van 76.000 hectare en werd opgericht op 12 juli 2001 bij een besluit van de Waalse Regering.

## Ligging
Het natuurpark is gelegen in het noordoostelijk gedeelte van de provincie Luxemburg en strekt zich uit over de zes gemeenten Bertogne, Gouvy, Houffalize, Sainte-Ode, La Roche-en-Ardenne en Tenneville.
De Oostelijke Ourthe ontspringt in het gebied nabij het dorp Gouvy, waarna de rivier door Houffalize stroomt. De Westelijke Ourthe stroomt door de gemeente Sainte-Ode, voert tussen Tenneville en Bertogne door en vloeit uiteindelijk dicht bij de rotswand van Le Hérou samen met de andere tak tot de Ourthe die verder in de richting van La Roche-en-Ardenne meandert.
In het noorden en in het westen bevinden zich op ongeveer 600 meter hoogte hoogvlaktes die bedekt zijn met heidevelden en venen. Boven de gemeenten Tenneville en Gouvy zijn uitgestrekte grasweiden waar loof- en naaldbossen bovenuit steken.

## Bezienswaardigheden
- Le Hérou, een rotswand langs de Ourthe in Nadrin.
- Het natuurreservaat van de Oostelijke Ourthe, met een oppervlakte van circa 76,5 hectare.[3]
- Het Veen van Mochamps (La Fagne de Mochamps), Tenneville, dat deel uitmaakt van het netwerk van Waalse veenplateaus. Dit veen omvat verschillende beschermde sites, waaronder het natuurreservaat van Rouge Poncé (een deel van het woud van Saint-Hubert), het op een na oudste natuurreservaat van Wallonië (1969).[4]
- Het plateau des Tailles met als centrale punt Baraque de Fraiture (651 meter) en omringd door de dorpen Tailles, Bihain, Regné, Fraiture en Odeigne.
- Het natuurreservaat van Orti, gelegen aan de samenvloeiing van de Westelijke Ourthe en de Laval, bestaat uit een natte depressie van bijna 18 hectare nabij de stad Sainte-Ode. Het gebied is de woonplaats van onder andere de zwarte ooievaar en de bever.[5]
- Het kanaal van Bernistap.

## Wandelen in het natuurgebied
- In het natuurgebied is een netwerk van honderden kilometers bewegwijzerde wandelpaden aanwezig.
- De 106 kilometer lange Escapardenne Eisleck Trail van Kautenbach, Groothertogdom Luxemburg naar La-Roche-en-Ardenne loopt voor een gedeelte door het natuurgebied.[6]
- De wandelroute GR57 loopt doorheen het gebied langs de Ourthe van La Roche-en-Ardenne tot Gouvy.[7]

## Important Bird Area
Een deel van het park is door BirdLife International aangewezen als Important Bird Area. Dit is voornamelijk gedaan vanwege het belang voor de bescherming van de hazelhoen en de zwarte ooievaar. Van de hazelhoen is er een broedpaar aanwezig en van de zwarte ooievaar zijn er enkele paren aanwezig in het gebied. Het is verder belangrijk voor zwarte wouw, blauwe kiekendief, bruine kiekendief, visarend en boomleeuwerik.

## Fotogalerij

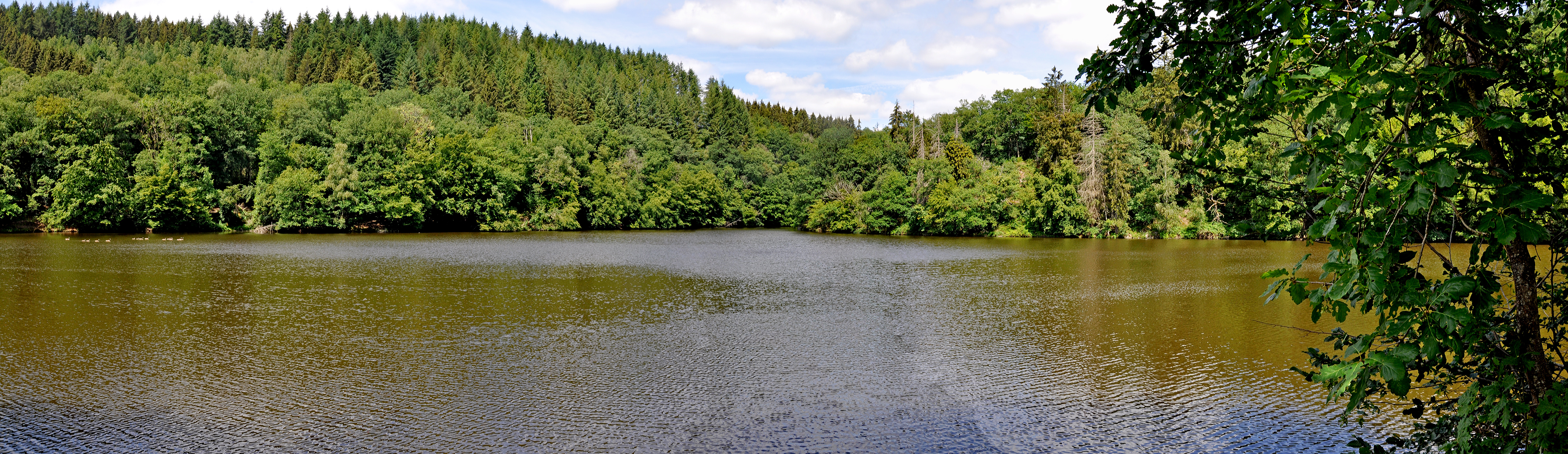
Samenvloeiing van de twee Ourthes

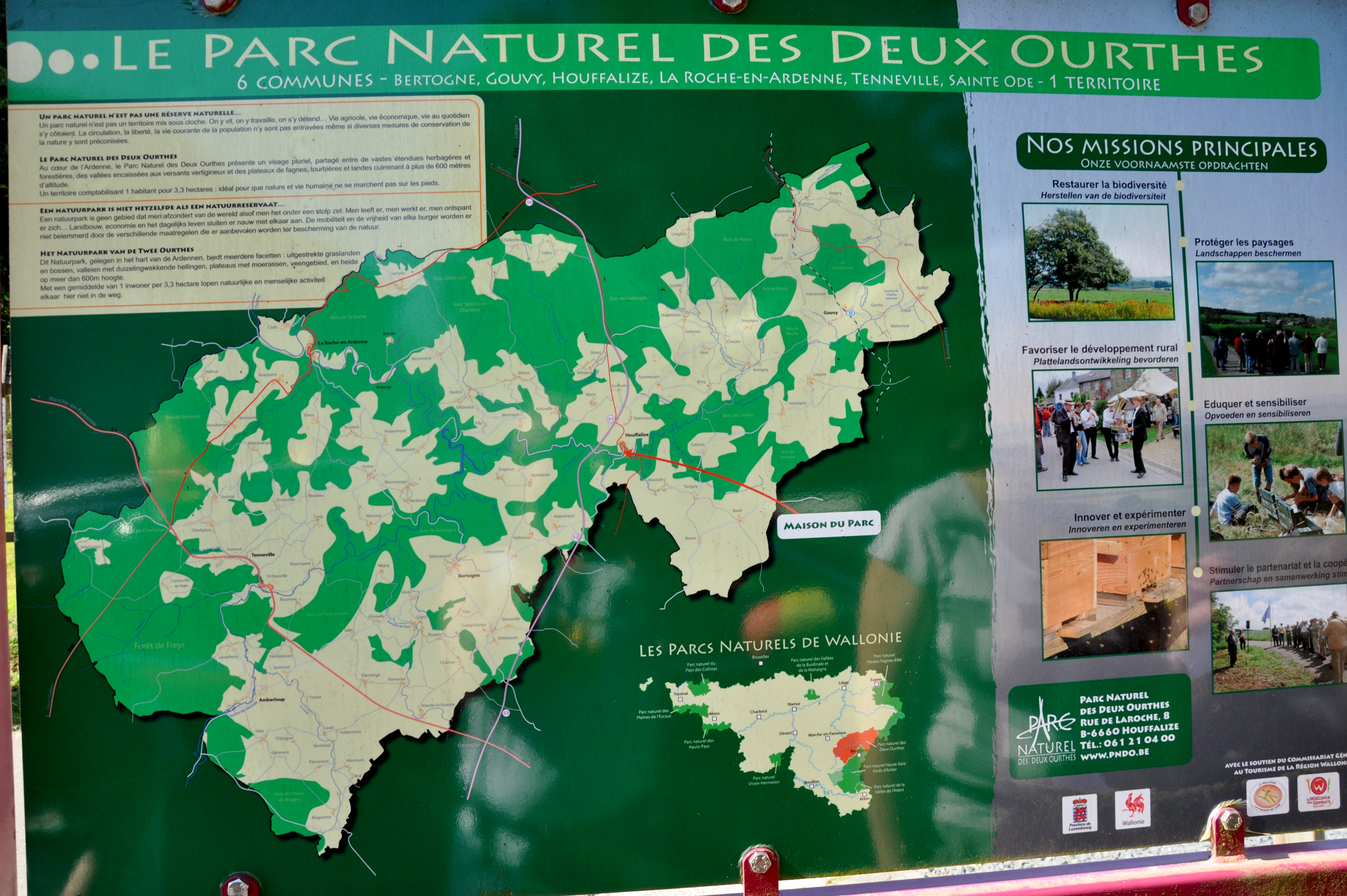
Informatiebord
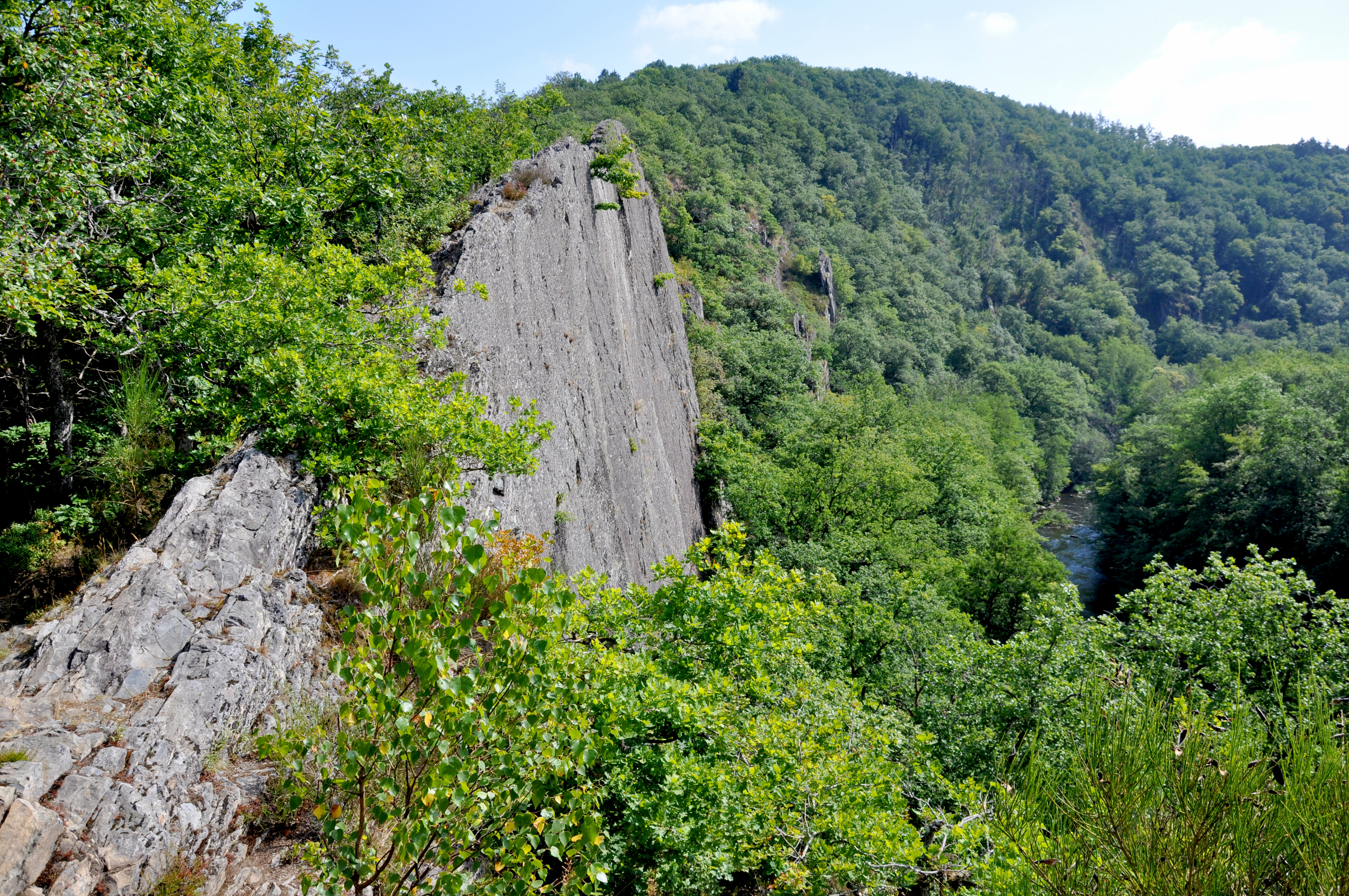
Le Hérou
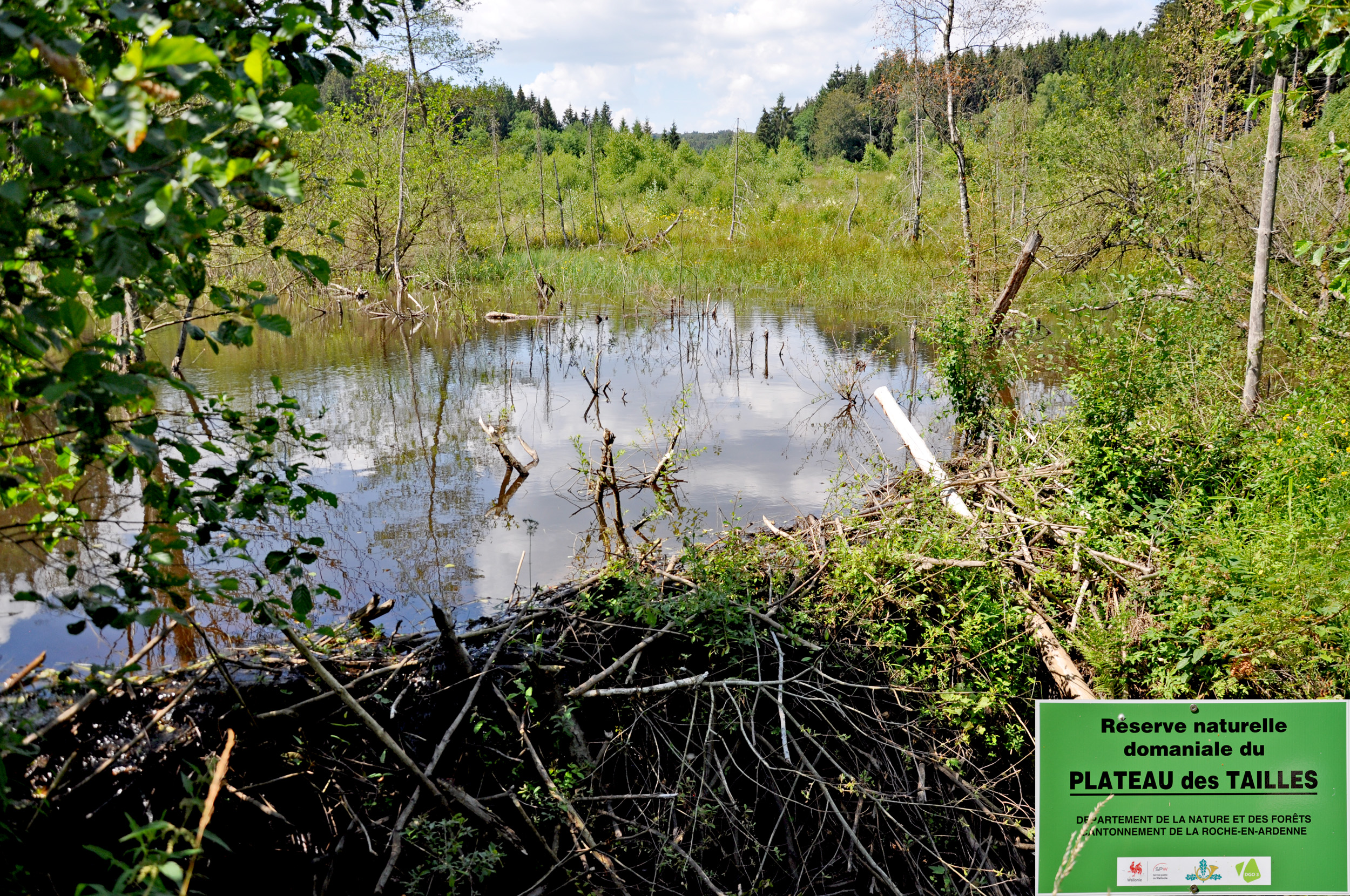
Plateau des Tailles
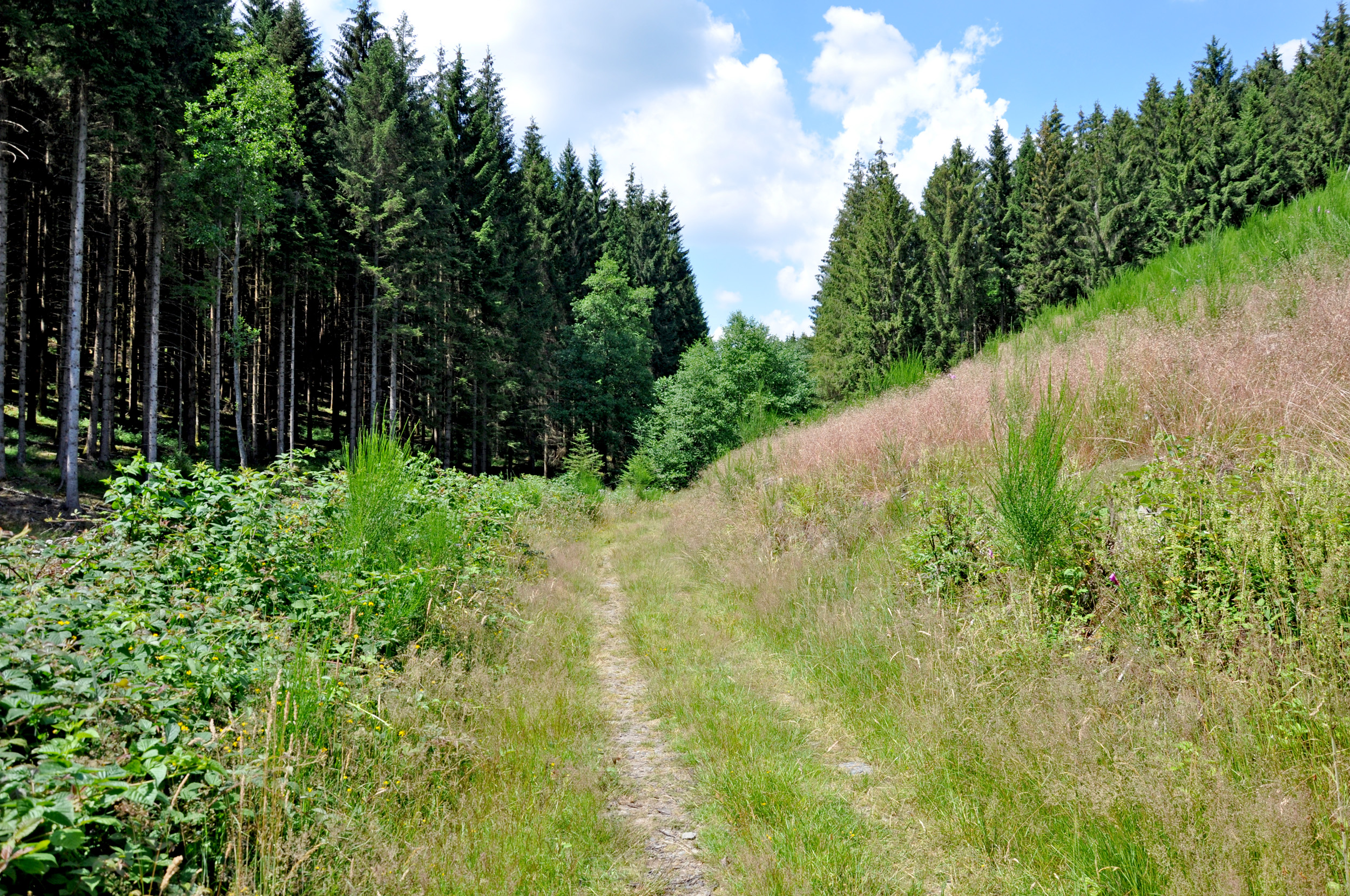
Wandelpad
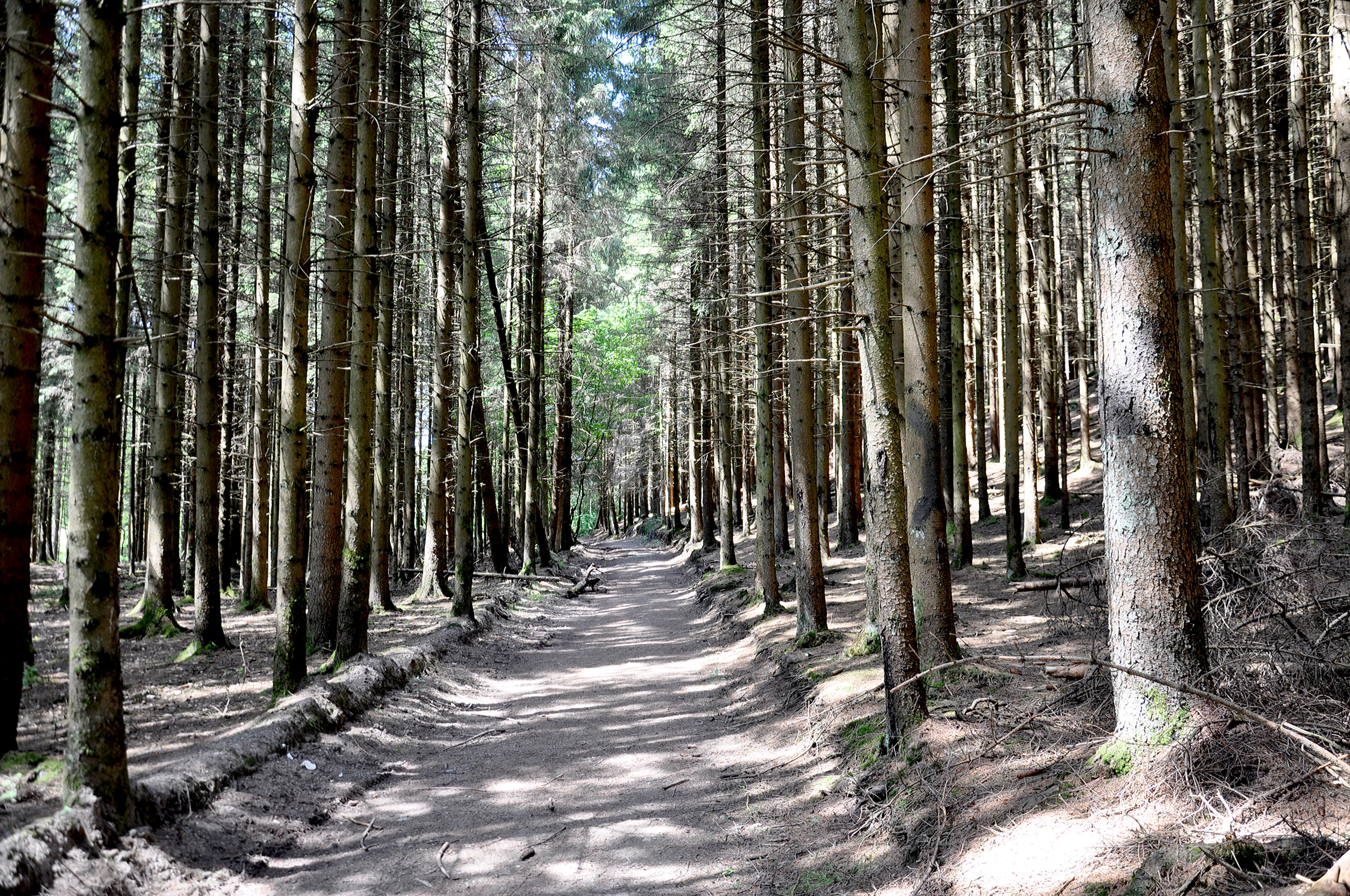
Naaldbos
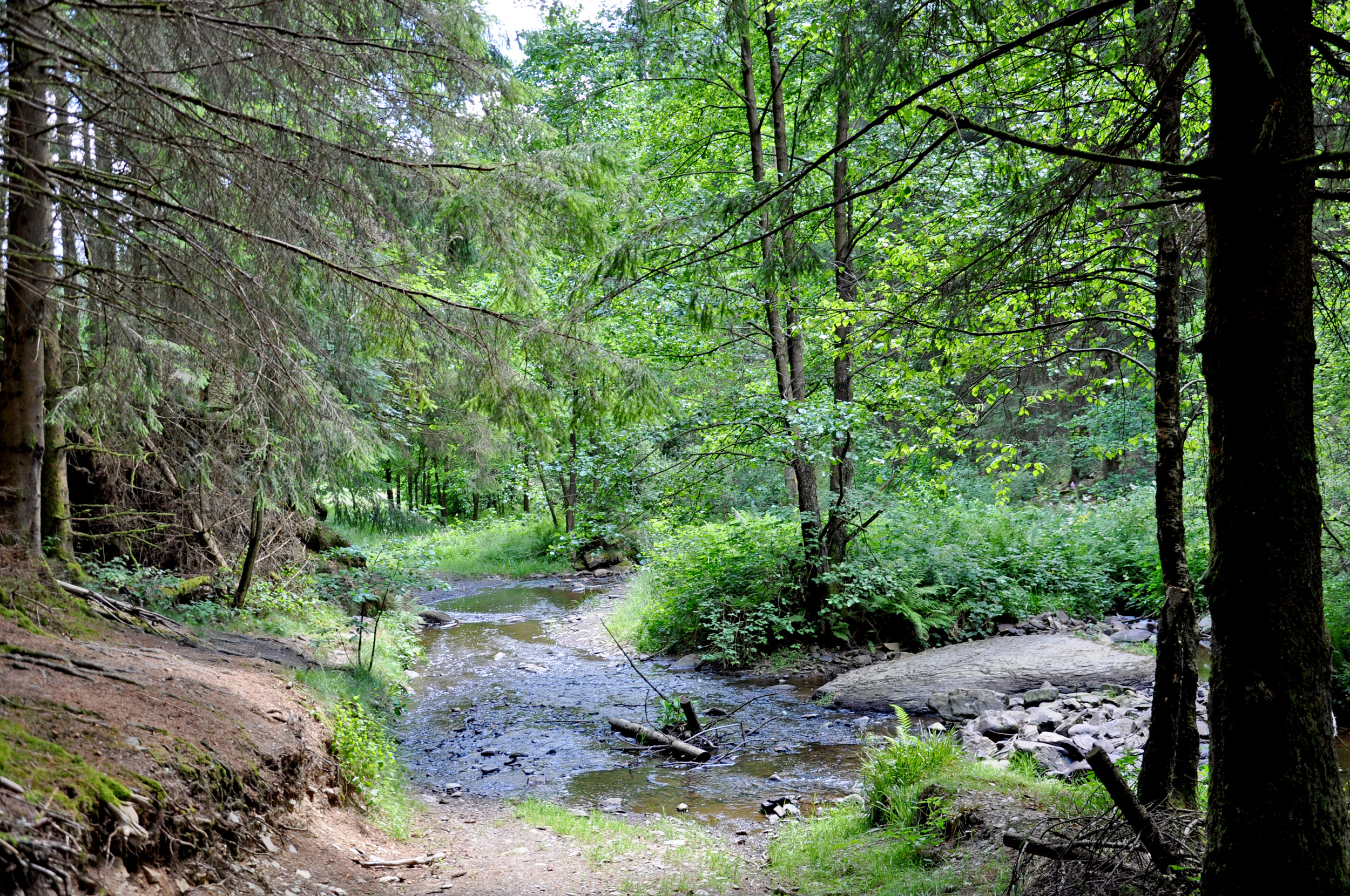
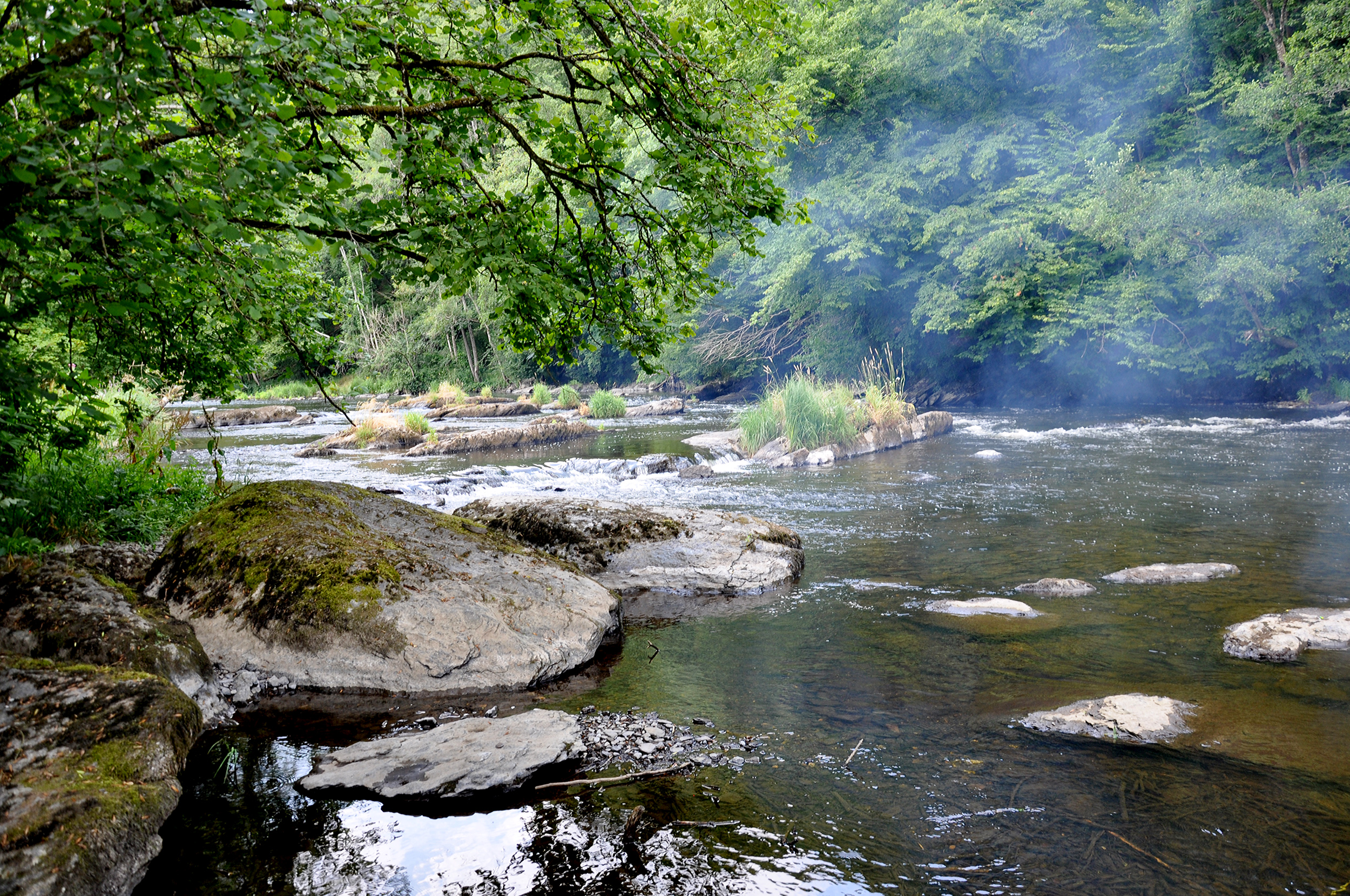
De Ourthe, Les Ondes
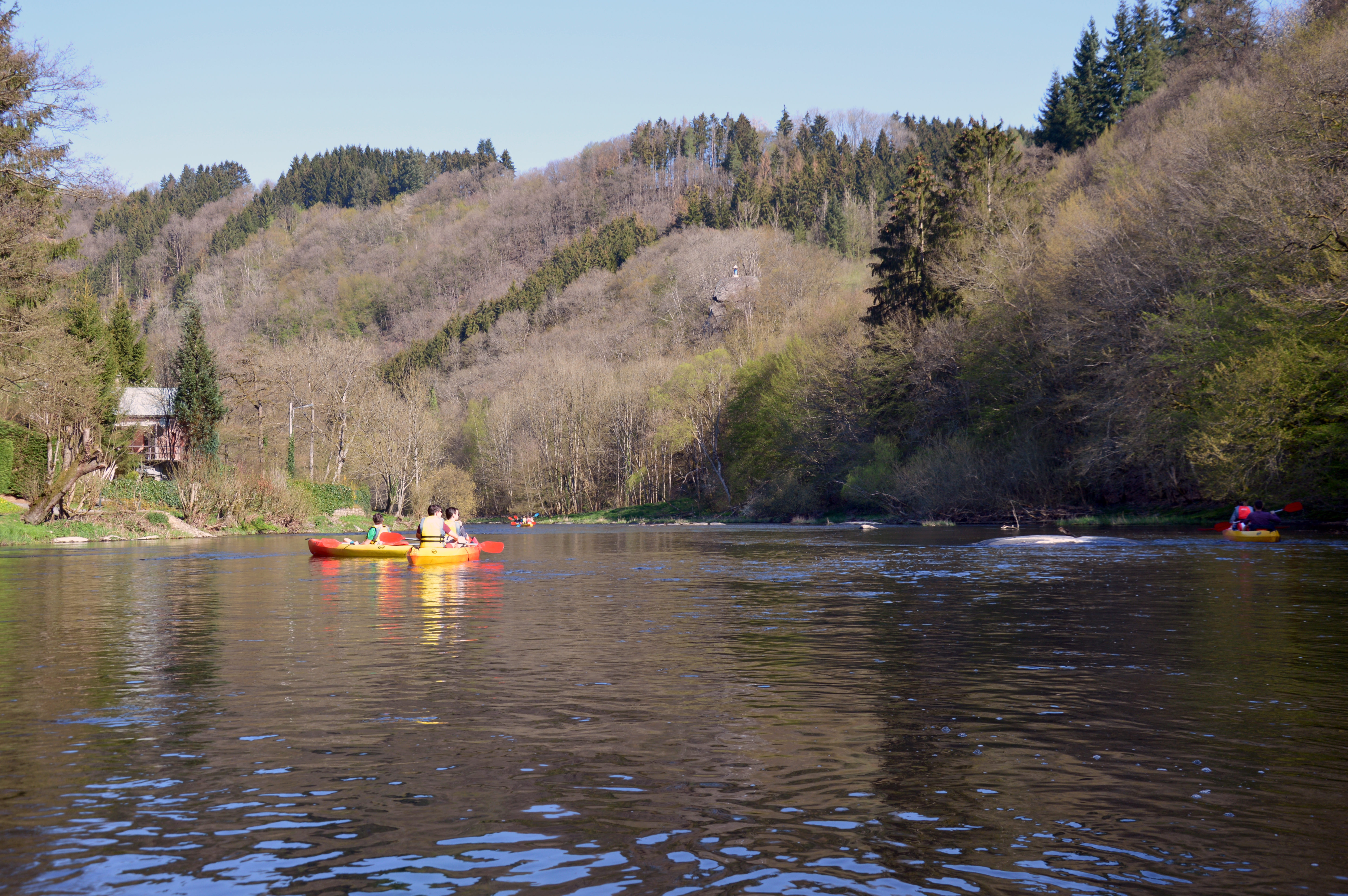
Kajakken op de Ourthe